# Sidesporet
|  | Denne artikel er oprettet af botten PalnaBot ud fra en ekstern database. Den kan derfor have sproglige fejl eller mangler. Denne skabelon kan fjernes efter kontrol af indholdet. |

Sidesporet er en dokumentarfilm fra 1990 instrueret af Niels Bo Christensen efter eget manuskript.

## Handling
Dokumentation om afslutningsfesten på projektet SIDESPORET 90 i Holbæk.